# تپه قلعه سما
تپه قلعه سما مربوط به دوره ایلخانی تا دوره صفویه است و در شهرستان بیرجند، بخش مرکزی، دهستان القورات روستای سما واقع شده و این اثر در تاریخ ۸ بهمن ۱۳۸۵ با شمارهٔ ثبت ۱۷۰۵۷ به عنوان یکی از آثار ملی ایران به ثبت رسیده است.